# 상원제
상원제(중국어: 尚雯婕, 병음: Shang Wenjie, 한자음: 상문첩, 영어: Laure, 1982년 12월 22일 ~ )은 중화인민공화국의 가수이다. 상하이 시에서 태어났다.

## 방송 활동
- 2013년: 《나는 가수다》